# 2018-as UCI Women’s World Tour
A 2018-as UCI Women’s World Tour egy versenysorozat volt, mely 24 országútikerékpár-versenyt foglalt magában a 2018-as női kerékpáros szezonban. Ez volt a Nemzetközi Kerékpáros-szövetség (UCI) által 2016-ban létrehozott UCI Women’s World Tour harmadik kiírása.

## Csapatok
| Profi női kerékpárcsapatok (40)- Alé Cipollini - Bepink - Movistar Team - Boels Dolmans - Sunweb - Bizkaia-Durango - Canyon-SRAM Racing - Trek-Drops - WaowDeals - Virtu - Experza-Footlogix - Valcar PBM - Tibco-Silicon Valley Bank - FDJ-Nouvelle Aquitaine-Futuroscope - Hagens Berman-Supermint - Lotto Soudal Ladies - Mitchelton-Scott - Rally - Astana Women's - Sho-Air Twenty20 - Sopela Women's Team - Aromitalia Vaiano - BTC City Ljubljana - China Liv Pro Cycling - Conceria Zabri-Fanini - Cylance - Doltcini-Van Eyck Sport - Health Mate-Cyclelive Team - Hitec Products-Birk Sport - Minsk Cycling Club - SC Michela Fanini - Servetto-Stradalli Cycle - Still Bike Team A.S. Dilettantistica - Storey Racing - Swapit Agolico - Team Illuminate - Thailand Women's Cycling Team - Top Girls Fassa Bortolo - Unitedhealthcare Pro Cycling Team - WNT-Rotor Pro Cycling Women's amateur cycling team- Team Dukla Praha Women |
| |

## Versenyek
| márc. 3.                            | 1  | női Strade Bianche             | Anna van der Breggen (Boels Dolmans)         |
| márc. 11.                           | 2  | női Ronde van Drenthe          | Amy Pieters (Boels Dolmans)                  |
| márc. 18.                           | 3  | Trofeo Alfredo Binda           | Katarzyna Niewiadoma (Canyon-SRAM Racing)    |
| márc. 22.                           | 4  | Classic Brugge–De Panne        | Jolien D'Hoore (Mitchelton-Scott)            |
| márc. 25.                           | 5  | női Gent–Wevelgem              | Marta Bastianelli (Alé Cipollini)            |
| ápr. 1.                             | 6  | női flandriai körverseny       | Anna van der Breggen (Boels Dolmans)         |
| ápr. 15.                            | 7  | női Amstel Gold Race           | Chantal Blaak (Boels Dolmans)                |
| ápr. 18.                            | 8  | női La Flèche Wallonne         | Anna van der Breggen (Boels Dolmans)         |
| ápr. 22.                            | 9  | női Liège–Bastogne–Liège       | Anna van der Breggen (Boels Dolmans)         |
| 2018. április 26. – 28.             | 10 | Csungming-szigeti körverseny   | Charlotte Becker (Hitec Products-Birk Sport) |
| 2018. május 17. – 19.               | 11 | női Tour of California         | Katie Hall (UnitedHealthcare Women's Team)   |
| 2018. május 19. – 22.               | 12 | Emakumeen Euskal Bira‎          | Amanda Spratt (Mitchelton-Scott)             |
| 2018. június 13. – 17.              | 13 | The Women's Tour               | Coryn Rivera (Sunweb)                        |
| 2018. július 6. – 15.               | 14 | Giro d’Italia Donne            | Annemiek van Vleuten (Mitchelton-Scott)      |
| júl. 17.                            | 15 | La Course by Le Tour de France | Annemiek van Vleuten (Mitchelton-Scott)      |
| júl. 28.                            | 16 | RideLondon Classique           | Kirsten Wild (Wiggle High5)                  |
| aug. 11.                            | 17 | Open de Suède Vårgårda TTT     | Boels Dolmans                                |
| aug. 13.                            | 18 | Open de Suède Vårgårda RR      | Marianne Vos (WaowDeals)                     |
| aug. 16.                            | 19 | Ladies Tour of Norway, TTT     | Sunweb                                       |
| 2018. augusztus 17. – 19.           | 20 | Ladies Tour of Norway          | Marianne Vos (WaowDeals)                     |
| aug. 25.                            | 21 | Classic Lorient Agglomération  | Amy Pieters (Boels Dolmans)                  |
| 2018. augusztus 28. – szeptember 2. | 22 | Simac Ladies Tour              | Annemiek van Vleuten (Mitchelton-Scott)      |
| 2018. szeptember 15. – 16.          | 23 | La Vuelta Femenina             | Ellen van Dijk (Sunweb)                      |
| okt. 21.                            | 24 | női kuanghszi körverseny       | Arlenis Sierra (Astana Women's Team)         |

## Eredmények

### Egyéni összetett
| Pontverseny | Pontverseny          | Pontverseny        | Pontverseny | Pontverseny |
| Versenyző   | Versenyző            | Csapat             | Pont        |             |
| ----------- | -------------------- | ------------------ | ----------- | ----------- |
| 1.          | Annemiek van Vleuten | Mitchelton-Scott   | 1411 pont   |             |
| 2.          | Marianne Vos         | WaowDeals          | 1394 pont   |             |
| 3.          | Anna van der Breggen | Boels Dolmans      | 1323 pont   |             |
| 4.          | Amanda Spratt        | Mitchelton-Scott   | 1218 pont   |             |
| 5.          | Coryn Rivera         | Sunweb             | 1036 pont   |             |
| 6.          | Ashleigh Moolman     | Cervélo Bigla      | 1012 pont   |             |
| 7.          | Amy Pieters          | Boels Dolmans      | 922 pont    |             |
| 8.          | Katarzyna Niewiadoma | Canyon-SRAM Racing | 887 pont    |             |
| 9.          | Jolien D'Hoore       | Mitchelton-Scott   | 685 pont    |             |
| 10.         | Ellen van Dijk       | Sunweb             | 671 pont    |             |

### Csapat
| Csapatverseny | Csapatverseny      | Csapatverseny | Csapatverseny |
| Csapat        | Csapat             | Pont          |               |
| ------------- | ------------------ | ------------- | ------------- |
| 1.            | Boels Dolmans      | 4329.99 pont  |               |
| 2.            | Mitchelton-Scott   | 4081.02 pont  |               |
| 3.            | Sunweb             | 3269.97 pont  |               |
| 4.            | Canyon-SRAM Racing | 2545.02 pont  |               |
| 5.            | WaowDeals          | 2380.99 pont  |               |
| 6.            | Wiggle High5       | 2342.03 pont  |               |
| 7.            | Cervélo Bigla      | 1986.99 pont  |               |
| 8.            | Alé Cipollini      | 1459.98 pont  |               |
| 9.            | Astana Women's     | 922 pont      |               |
| 10.           | Valcar PBM         | 844.02 pont   |               |

## Fordítás
- Ez a szócikk részben vagy egészben  a(z)   2018 UCI Women's World Tour című angol Wikipédia-szócikk ezen változatának fordításán alapul.  Az eredeti cikk szerkesztőit annak laptörténete sorolja fel. Ez a jelzés csupán a megfogalmazás eredetét és a szerzői jogokat jelzi, nem szolgál a cikkben szereplő információk forrásmegjelöléseként.